# 普惠 F119
普惠F119（公司编号PW5000）是一款由普惠公司为美国空军的ATF计划研制的加力涡轮扇发动机。1997年帶F22完成首飛試驗，現裝備於服役中的F22，是目前在役最先進發動機之一。

## 研发历程
1982年，美国空军提出拟用于20世纪90年代中后期的下一代“先进战术战斗机（ATF）”计划，当时有由洛克希德、波音和通用动力三公司联合提出的YF-22方案与由诺斯洛普公司、麦道两公司联合提出的YF-23方案参与投标竞争。相应地对用于ATF的发动机为满足计划的超音速巡航与超机动要求则提出指标推重比达到10.0一级，推力为133.6kN，中间推力要高，要采用矢量喷嘴等。参与发动机竞争的有美国普惠公司与通用电气公司，分提出推重比为10一级的PW5000（XF119）和GE37 (XF120)发动机。
XF119发动机零组件的生产始于1985年9月，第1具发动机FX601于1986年10月进行首次台架试车。为了飞机进行飞行评估，两公司又分别发展了用于飞行试验的发动机YF119、YF120。经过几年的开发研制，1990年6月、9月YF-23（两架分别安装YF119与YF120）和YF-22（安装YF119、YF120）相继首飞并进行对比飞行验证评估，1991年4月23日美国空军宣布选中安装普惠公司YF119发动机的YF-22作为ATF的机型。1991年8月YF-22进入“工程制造和发展（EMD）”阶段。从此，飞机被命名为F-22，发动机被命名为F119。在ATF飞机研制过程中，飞机重量与阻力均增加较多，为此，要求发动机的推力相应提高近17％，即最大推力（加力推力）要求为156kN，中间推力（不开加力时最大状态下的推力）为105kN，研发人员将F119发动机的风扇直径稍作增加以提高15％的风扇空气流量，来满足推力增大的要求．为此发动机的涵道比由0.25增至0.30。按美国军用标准，F119的第1种生产型发动机被命名为F119-PW-100。
F119-PW-100的地面試驗於1993年2月首次進行。1997年9月7日安装了F119-PW-100的F-22战斗机进行了首飞，开始了长达数年的飞行试验计划。2005年底隨著F-22战斗机正式投用服役。總共生產了507具普惠 F119-PW-100 發動機。

## 應用
- F-22
- X-32
- YF-23
- B-1R轟炸機 計畫取消

## 性能诸元（F119）

### 概况
- 类型： 双轴後燃涡轮扇发动机[1]
- 长度： 5.16米（16英尺11英寸）[7]
- 直径： 1.168米（46英寸）
- 淨重： 3900磅（1769.01公斤）

### 组件
- 压缩机： 双转子/反转/轴流/低旁通比[1]
- 燃烧室： 环形燃烧室
- 涡轮： 轴流/反转
- 喷嘴：二元推力向量式

### 性能
- 最大推力： 35000磅（156千牛）[3]
- 推重比： 7:1(軍用推力)
10:1(後燃推力) [來源請求]

#### 相關開發
- F135

#### 相似引擎
- AL-41
- 渦扇-15